# Kay Swinburne

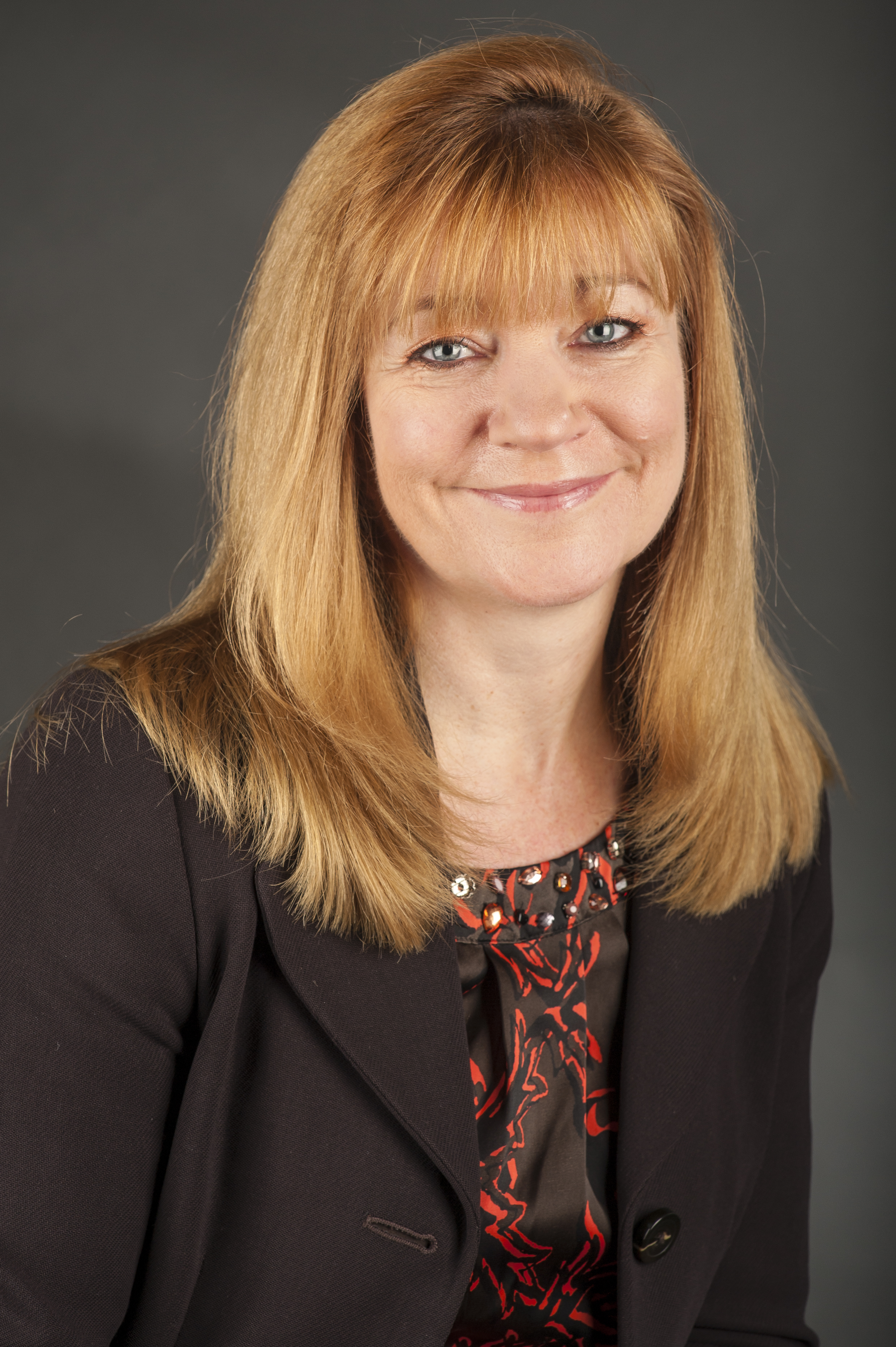
Kay Swinburne (2014)

Kay Swinburne (* 8. Juni 1967 in Aberystwyth, Ceredigion, Wales) ist eine britische Politikerin der Conservative Party.

## Leben
Swinburne besuchte die Llandysul Grammar School. Sie studierte am King’s College London Biochemie und Mikrobiologie und wurde anschließend an der University of Surrey promoviert. Swinburne wurde 1999 Opfer einer sexuellen Diskriminierung an ihrem Arbeitsplatz bei der Deutschen Bank.
Bei der EU-Wahl 2009 gelang Swinburne für den Wahlkreis Wales der Einzug ins Europäische Parlament. Das Mandat konnte sie im Mai 2014 erfolgreich verteidigen. Für die Wahl 2019 verzichtete Swinburne auf eine erneute Kandidatur.